# Postcards (singolo)
Postcards è un singolo del cantautore britannico James Blunt, pubblicato il 10 aprile 2014 come terzo estratto dal quarto album in studio Moon Landing.

## Descrizione
La canzone è stata scritta da James Blunt, Wayne Hector e Steve Robson, mentre la produzione è stata curata da Martin Terefe.

## Video musicale
Il videoclip del brano, diretto da Vaughan Arnell e girato alle Hawaii, è stato pubblicato sul canale YouTube del cantautore il 10 aprile 2014. Nella clip, il protagonista porta due belle ragazze a fare un giro con la sua decappottabile e sul finale si trova su un palco a suonare la canzone con il suo ukulele, con una terza ragazza. Durante questo incontro, per scherzo, una di loro a bordo fa partire allo stereo la canzone You're Beautiful. L'abbigliamento di Blunt in questo video ricorda moltissimo quello di Johnny Depp nel film Paura e delirio a Las Vegas di Terry Gilliam.

## Tracce
Download digitale
1. Postcards – 4:46

CD promo
1. Postcards – 3:36

## Classifiche
| Classifica (2014) | Posizione massima |
| ----------------- | ----------------- |
| Austria           | 10                |
| Belgio (Fiandre)  | 86                |
| Belgio (Vallonia) | 60                |
| Germania          | 50                |
| Italia            | 25                |
| Regno Unito       | 90                |
| Svizzera          | 31                |